# 妊娠併發症
妊娠併發症（Complications of pregnancy）是有關妊娠的健康問題。在分娩時出現的併發症一般會稱為是分娩併發症，在分娩之後的稱為產褥期疾病。美國的孕婦中，有1.5%在懷孕、分婏或是產褥期有嚴重的妊娠併發症，在加拿大則有1.5%。在分婏之後，有87%至94%的孕婦有反應至少有一個健康上的問題。有31%的孕婦有長期（持續六個月）的健康問題。
2016年時全世界懷孕、分娩以及產褥期併發症共造成23萬600人死亡，較1990年的37萬7千人要少。最常見的死因是產婦出血、产褥热及其他感染、妊娠高血壓疾病、難產及一些妊娠中止的情形，例如流产、異位妊娠及堕胎。
有關妊娠併發症和妊娠中的症狀及不適之間沒有明顯的分界，不過後者不會對日常生活活動有大幅影響，也不會造成孕婦或胎兒健康上的威脅。不過有些情形下，類似症狀可能會因為嚴重程度不同，而視為是併發症或只是單純不適。例如輕微的恶心可能只會視為是不適（孕吐），但若很嚴重，而且造成電解質不平衡，就會視為是妊娠併發症（妊娠劇吐）。

## 孕產婦的併發症
以下是主要會發生在孕產婦的併發症。

### 妊娠糖尿病
妊娠糖尿病是指原來沒有糖尿病的女性在懷孕時出現高血糖的症狀。

### 妊娠劇吐
妊娠劇吐是指在懷孕時有劇烈且持續的嘔吐症狀，且造成脫水及體重減輕，妊娠劇吐比常見的孕吐要嚴重，孕婦中約有0.5–2.0%有妊娠劇吐的症狀。

### 骨盆帶痛
骨盆帶痛（PGP）是因為骨盆三個關節中，任一個的不穩定、活動或機能受限而產生的慢性疼痛。骨盆帶痛可能從圍產期或或是產後開始。大部份產婦的骨盆帶痛會在分娩後數週消退，但有些可能會持續數年，因此比較無法處理負重物的活動。在懷孕時，45%的孕婦會有骨盆帶痛的問題，有25%有劇痛，有8%行動嚴重受限。
骨盆帶痛的治療方式視嚴重程度而定。輕微的只需要休息、康復治療，其疼痛多半還可以控制。更嚴重的會需要助行器、強效镇痛药，甚至需要手術。教育、資訊以及支持是幫助婦女適應的重要因素之一。有許多治療的方式。

### 高血壓
妊娠的潛在高血壓疾病有：
- 妊娠毒血症：妊娠高血壓、蛋白尿（>300 mg）及水肿。嚴重的妊娠毒血症其血壓會超過160/110（且有其他的症狀）。有5–8%的孕婦會有妊娠毒血症[11]。
- 子癇：先兆子癇患者的癲癇發作，約有1.4%的孕婦有此症狀[12]。
- 妊娠型高血壓
- HELLP症候群—溶血性貧血（Hemolytic anemia）、肝酵素上昇（elevated liver enzymes）以及低血小板計數（low platelet count），孕婦發生率約有0.5–0.9%[13]。
- 妊娠急性脂肪肝（英语：Acute fatty liver of pregnancy）有時也會列在妊娠毒血症的症狀中，孕婦發生率約從1/7,000到1/15,000之間[14][15]。

### 靜脈血栓栓塞
深静脉血栓（DVT）是靜脈血栓栓塞（VTE）的一種，每一千名孕婦中會有0.5至7人，是已開發國家中孕产妇死亡原因的第二名，僅次於大量出血。
其原因為妊娠期高凝狀態，是身體因應分娩時可能流血而預作的準備。
治療方式是預防性治療，若有其他深静脉血栓的危險因子，可以使用低分子量肝素。

### 貧血
在第三孕期時，血红蛋白濃度會較低。根據联合国估計，全世界約有半數孕婦有貧血問題。孕婦貧血發生率差異很大，在已開發國家只有15%，在南非則有75%。
因貧血的嚴重程度不同，也有不同的治療方式，有些可以用多吃含鐵食物、口服鐵劑或用腸外鐵來改善。

### 感染
孕婦比較容易因感染而患病。此一風險的提高是因為妊娠免疫耐受（以避免對胎兒有免疫反應） ，另外也是因為懷孕時孕婦的生理變化，包括肺容量的減少，以及因為子宮漲大而造成的尿瀦留。孕婦感染後會比較嚴重的疾病有流行性感冒、戊型肝炎、单纯疱疹和疟疾。有關孕婦患有山谷热、麻疹、天花和水痘影響的佐證資料就更為受限。在哺乳的新生兒媽媽中，約有20%有乳腺炎或乳房感染的問題。
有些感染屬於垂直傳播疾病,孕婦感染後可能會傳播給新生兒。

### 圍產期心肌病
圍產期心肌病是在懷孕最後一個月到懷孕後六週以內的心臟疾病。這會增加心臟衰竭、心律不整, 血栓形成、心搏停止的風險。

### 甲狀腺功能減退症
甲狀腺功能減退症（也稱為橋本氏病）是免疫系統的疾病，是免疫系統攻擊孕婦的甲狀腺。此症狀會在懷孕期間造成很大的影響，也會對嬰兒有很大的影響。嬰兒可能會有先天缺陷的症狀。許多有甲狀腺功能減退症的孕婦會在懷孕時有甲狀腺功能低下的問題。在臨床上可能會進行檢查。後續還會有一到多個檢查。

## 胎兒或胎盤的問題
以下是發生在胎兒或胎盤的問題，但也可能對孕產婦有很大的影響。

### 異位妊娠
異位妊娠是指胚胎在子宮以外的部位著床。異位妊娠的成因不明，危險因子包括吸煙、高齡孕婦、输卵管曾受傷或動過手術。
大部份的異位妊娠，會需要經由腹腔鏡手術移除胚胎以及输卵管，若是非常早期的妊娠，也可以用{link-en|墮胎藥|abortifacient}}氨甲蝶呤處理。

### 流產
流產是指在二十週以前的胚胎死亡。英國流產的定義是指胚胎在前23週死亡。

### 胎盤早期剝離
胎盤早期剝離是指胎盤和子宮的剝離，原因很多，危險因子有孕產婦高血壓、創傷，藥物使用。
若胚胎已超過36週，或是胚胎有窘迫的情形，會建議立刻分娩。若是胚胎還沒超過36週，情形較不嚴重，會住院觀察。

### 前置胎盤
前置胎盤是指胎盤部份或完全的蓋住了子宮頸。

### 植入性胎盤
植入性胎盤是指胎盤和子宮壁不正常的緊密附著。

### 多胞胎
多胞胎可能是單絨毛膜，會有双胎输血综合征的風險。單絨毛膜多胞胎甚至也可能是單羊膜囊，會有臍帶壓迫和纏結的風險。少數的情形會有連體雙胞胎，其中可能會有部份器官無法正常運作。。

### 垂直傳播感染
胚胎和新生兒幾乎沒有免疫系统，在子宮中是靠母親的免疫系统。有些病原体可以穿過胎盤，引起（圍產期）的感染。許多在母親身上只會造成小疾病的微生物，對胎兒是很嚴重的威脅，有可能導致流产或重大发展障碍。針對一些感染，嬰兒在出生時的風險更高，有些和圍產期感染有關的問題是比較不明顯的。
TORCH綜合症是指一些會經胎盤感染的疾病。
嬰兒在出生時也會被母親所感染。出生時會和母親的血液、體液以及產道接觸，沒有胎盤的保護。因此，有些血源性微生物（例如乙型肝炎病毒、人類免疫缺陷病毒），一些和性傳染病相關的病原體（例如淋球菌和砂眼衣原體），以及其他泌尿生殖系统的生物，都是容易造成垂直傳播感染的原因。

### 宮腔出血
目前有少數但已知的例子，因為胎兒的手指甲或腳趾甲造成宮腔出血。

## 一般性的危險因子
會提高孕產婦或（及）胎兒併發症風險的因素，可能會和孕產婦懷孕前或是懷孕時的醫療史有關。這些之前就存在的危險因子可能和基因、生理或心理的健康、環境和社會因素有關，也有可能是多種因素的結合。

### 生理學
常見的生理學危險因子有：
- 胎兒父母的年齡
  - 父母是青少年
    - 孕產婦是青少年會增加一些併發症的風險，包括早產以及新生兒體重過輕[31]

  - 父母年齡較大
    - 若孕產婦的年齡較大，也會增加一些併發症的風險。若孕產婦年齡超過45歲，會增加原發性剖宮產的風險[32]
- 人類身高：若孕產婦的身高不到150公分，出現早產和小于胎龄儿的機率較高，而且她們的骨盆較小，在生產時比較容易出現像是肩難產的併發症[30]。
- 体重
  - 體重過輕：若孕產婦的體重不到45.5公斤，新生兒是小于胎龄儿的機率較高。
  - 體重過重： 新生兒是大于胎龄儿的機率較高，有可能會增加分娩的困難度。體重過重也會增加妊娠糖尿病、高血壓、妊娠毒血症的風險，出現過期妊娠或是需要剖宫产的情形[30]。
- 妊娠期已有的疾病（英语：Pre-existing disease in pregnancy）或後天型疾病：一些不是直接因為懷孕而造成的疾病，例如妊娠期糖尿病、妊娠期狼瘡（英语：lupus in pregnancy）或懷孕時的甲狀腺疾病（英语：thyroid disease in pregnancy）。
- 之前懷孕時出現的風險。
  - 之前懷孕時出現的併發症可能會再出現[33][34]。
  - 之前多次懷孕：若已懷孕五次，可能會有急產以及分娩後大量出血的情形。
  - 之前有多胞胎：若之前有多胞胎，可能會提高前置胎盤的風險[30]。
- 多胞胎：單一次懷孕時有多個胎兒的情形。

### 環境

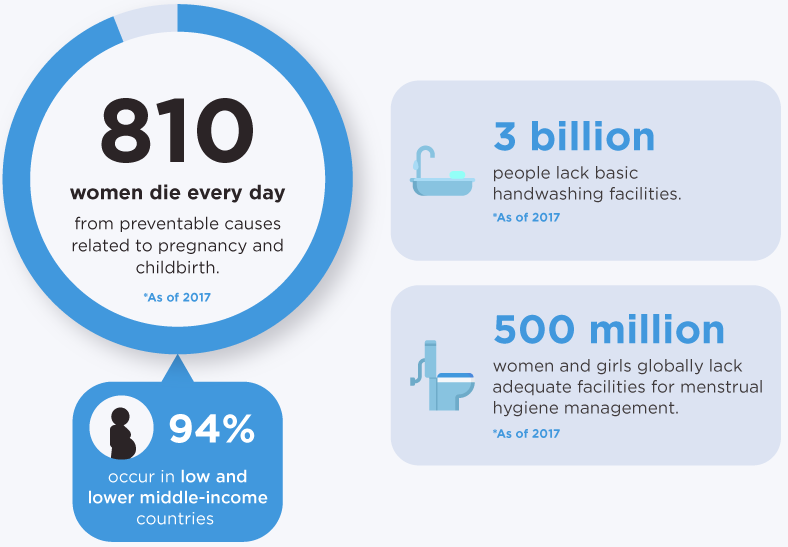
全世界每天有810名女性在懷孕和分娩中因為可以預防的疾病而死亡，其中有94%是在中低收入的國家。

有些常見的環境危險因子有：
- 懷孕時暴露在環境毒素（英语：environmental toxins in pregnancy）
- 懷孕時暴露在娛樂用藥（英语：recreational drugs in pregnancy）
  - 懷孕時飲酒會造成胎兒酒精症候群和胎兒酒精譜系障礙
  - 若懷孕時吸煙（英语：Tobacco smoking and pregnancy），其早期羊膜囊破裂、胎盤早期剝離和前置胎盤的風險會提昇為原來的二倍[35]，也會增加30%早產的機率[36]。
  - 產前可卡因暴露（英语：Prenatal cocaine exposure）和早產、生育缺陷和注意力不足過動症有相關性[來源請求]
  - 產前甲基苯丙胺暴露會造成早產和先天性障碍[37]。其他研究發現，相較於控制組的嬰兒，這些早產的新生兒比較容易有包括嬰兒神經行為功能的小缺陷和生長受限[38]。另外，產前甲基苯丙胺使用也可能對大腦發育造成影響，而且影響可以持續很多年[37]
  - 懷孕時使用大麻（英语：Cannabis in pregnancy）可能會對孩子的一生有不良的影響。
- 離子輻射[39]
- 社會和社會經濟學因素：一般而言，未婚懷孕以及社會經濟較低的孕婦，其妊娠的風險較高，有一部份原因和沒有接受適當的产前护理有關[30]。
- 非預期懷孕：非預期懷孕會影響孕期護理，會延遲產前護理，非預期懷孕也會影響其他預防性的醫療，打斷人生規劃，平均來說也會讓產婦的生理和心理變的比較差，若嬰兒順利出生的話，也有可能受到影響[40][41]
- 暴露在特定藥物（英语：Drugs in pregnancy）[30]：例如，抗抑郁药會增加早產的風險[42]。

### 高風險懷孕
有一些疾病或是身體狀況可能會大幅提高懷孕的風險（約佔美國懷孕人數的6-8%），有些極端的情形下，甚至是禁忌症。高風險懷孕是母胎醫學醫師專門研究的一個主題。
孕婦以前發生過的嚴重疾病可能會降低身體在懷孕過程得可存活的能力，這類的疾病包括先天性障碍（孕婦在出生時就有的疾病，例如先天性心臟病或生殖器官異常，有些也已在上面提及）或是孕婦後天所罹患的疾病。